# HD210433
HD210433 — хімічно пекулярна зоря спектрального класу
A1 й має видиму зоряну величину в смузі V приблизно  8,0.

## Пекулярний хімічний склад
Зоряна атмосфера HD210433 має підвищений вміст 
Cr
.